# Robert Shea
Robert Joseph „Bob“ Shea (* 14. Februar 1933 in New York City; † 10. März 1994 in Oak Lawn, Illinois) war ein US-amerikanischer Schriftsteller.

## Leben
Robert Shea wurde 1933 in New York als Sohn eines Arztes geboren. Schon als Schüler und Student gab er
Zeitschriften und Comics heraus. Er studierte Englisch am Manhattan College und Literaturgeschichte an der Rutgers University in New Jersey. Anschließend arbeitete er als freier Schriftsteller, schrieb Erzählungen und wurde vorübergehend Redakteur mehrerer Zeitschriften, unter anderem von Playboy, wo er Robert Anton Wilson kennenlernte. Beide wurden durch die gemeinsam verfasste Roman-Trilogie Illuminatus! bekannt, von Shea selbst als „anarchistische Science-Fiction“ bezeichnet.
Danach setzte er seine schriftstellerische Karriere mit historischen Romanen fort.
1994 starb er an Darmkrebs. Shea war in zweiter Ehe mit der Autorin Patricia Monaghan verheiratet. Sein Sohn Michael Erik „Mike“ Shea betreut eine Website, auf der die Werke seines Vaters nach und nach mit einer Creative-Commons-Lizenz veröffentlicht werden.

## Bibliografie
Illuminatus! (mit Robert Anton Wilson)
Übersetzt von Udo Breger.
- The Eye in the Pyramid (1975) 
  - Deutsch: Das Auge in der Pyramide. Sphinx-Verlag, Basel 1977, ISBN 3-85914-123-3. Auch als: rororo #4577, 1980, ISBN 3-499-14577-4.
- The Golden Apple (1975)
  - Deutsch: Der goldene Apfel. Sphinx-Verlag, Basel 1978, ISBN 3-85914-124-2. Auch als: rororo #4696, 1981, ISBN 3-499-14696-7.
- Leviathan (1975) 
  - Deutsch: Leviathan. Sphinx-Verlag, Basel 1978, ISBN 3-85914-125-2. Auch als: rororo #4772, 1981, ISBN 3-499-14772-6.
- The Illuminatus! Trilogy (1975, Sammelband)
  - Deutsch: Illuminatus! Hugendubel, Kreuzlingen & München 2002, ISBN 3-7205-2320-9. Auch als: Illuminatus! : die Trilogie. Rororo #25654, 2011, ISBN 978-3-499-25654-7.

Shike
Übersetzt von Rolf Jurkeit.
- Time of the Dragons (1981) 
  - Deutsch: Zeit der Drachen. Goldmann, 1983, ISBN 3-442-30016-9.
- Last of the Zinja (1981)
  - Deutsch: Der letzte Zinja. Goldmann, 1983, ISBN 3-442-30016-9.
- Shike (1981, Sammelband)
  - Deutsch: Zeit der Drachen/Der letzte Zinja. Goldmann Taschenbuch #8981, 1987, ISBN 3-442-08981-6.

Saracen
Übersetzt von Edith Walter.
- Land of the Infidel (1989) 
  - Deutsch: Der Sarazene I. Die Ungläubigen. Goldmann Taschenbuch #41503, 1993, ISBN 3-442-41503-9.
- Land of the Infidel (1989) 
  - Deutsch: Der Sarazene II. Der heilige Krieg. Goldmann Taschenbuch #41552, 1993, ISBN 3-442-41552-7.
- The Holy War (1989)

Einzelromane
- All things are lights, 1986
  - Deutsch: Das Kreuz und die Laute. Goldmann, 1986, Übersetzer Uwe Neumann, ISBN 3-442-30068-1. Auch in zwei Teilen als:
    - Teil 1: Mont Ségur. Goldmann Taschenbuch #9176, 1988, ISBN 3-442-09176-4.
    - Teil 2: Jenseits des Meeres. Goldmann, 1988, ISBN 3-442-09177-2.
- From No Man’s Land to Plaza De Lago, 1987
- Shaman (1991) 
  - Deutsch: Der weisse Schamane. Goldmann, 1992, Übersetzer W. M. Riegel, ISBN 3-442-42423-2.
- Lady Yang (1996) 
  - Deutsch: Die Konkubine des Kaisers. Goldmann Taschenbuch #41591, 1997, Übersetzer Hans-Joachim Maass, ISBN 3-442-41591-8.

Kurzgeschichten
- The Helpful Robots (1957)
- Resurrection (1957)
- Mutineer (1959)
- Requiem for a Dryad (1959)
- Star Performer (1960)